# 単位 (学校)
単位（たんい、英語: course credit）とは、学校における「科目ごとの学習量」のことである。学校の進学や卒業に必要となる履修すべき学習量を科目毎に表した量である。

## 高等学校
日本の高等学校において単位とは、高等学校において週あたり1「単位時間」の授業を1年間学習した学習量のことである。
2003年に施行された高等学校学習指導要領においては、1「単位時間」は50分として計算するものと定められている。また、1単位は35「単位時間」を標準としている（年間35週の学習を標準としていることと呼応する。これは小学校学習指導要領（第1学年を除く）や中学校学習指導要領で年間35週以上学習することとしているのと同様である）。従って、1単位は、1750分、すなわち29時間強の授業時間に相当する。高等学校の場合は休暇時の課題も提出することで授業時間数に含まれる。また単位数にも含まれる。なお、通信制の高等学校では、通常の授業を行わないのと、添削指導（レポート）、面接指導（スクーリング）の割合が科目によって異なることから、科目ごとに1単位あたりの添削指導の回数や面接指導時間が定められている。

## 大学

### アメリカ合衆国
米国の大学生は一般に、120〜130単位を習得して大学を卒業する。1単位（学期単位、semester credit hour：SCH）は、1学期15週あたり1時間の講義時間に対応する。米国では90分講義を週に2回で3単位という科目が多い。1日3時間、週に4〜6科目、学期で12〜18単位というのが標準的な大学生の負担である。
ただしアメリカの大学では、授業時間の2～3倍のhomeworkやassignmentと呼ばれる宿題をこなすことが想定されている。そのため、一日あたり家で6～9時間、週に30～45時間の家庭学習をこなすことが求められている。これが典型的な「フルコース」の学生の負荷である。多くの大学では、半期12単位以上の取得が、財政援助のための最低フルタイム負荷として設定されている。
研究室やスタジオコース、物理学コース、インターンシップ、実習などのレッスンは、通常、ラボやスタジオで2～3時間ごとに1単位のレッスンを受ける。
学年平均（GPA）を計算するには、各コースで受講したグレードに単位数を掛けて重み付けする。したがって、4単位の「B」（等級：3点）は12の「点」をもたらす。この点の合計を、履修単位数で割ったものがGPAとなる。